# Júlia Hunyady de Kéthely
Contessa Júlia Hunyady de Kéthely (in serbo: Јулија Хуњади де Кетељ; Vienna, 26 agosto 1831 – Vienna, 19 febbraio 1919) è stata una nobildonna ungherese e la principessa consorte di Serbia come moglie di Mihailo Obrenović III. Rimase vedova per sette anni e mezzo dopo l'uccisione di suo marito nel 1868 fino al gennaio 1876, quando sposò il suo amante Carlo, principe e duca d'Arenberg.

## Famiglia e matrimoni
Júlia nacque a Vienna in un'antica e nobile famiglia ungherese, unica figlia femmina del Conte Ferenc Hunyady de Kéthely e della Contessa Júlia Zichy de Zich et Vásonkeő. Aveva tre fratelli, László, Kálmán e Vilmos. Il 1º agosto 1853, meno di un mese prima del suo 22º compleanno, sposò il suo primo marito Mihailo Obrenovic, il deposto sovrano di Serbia.

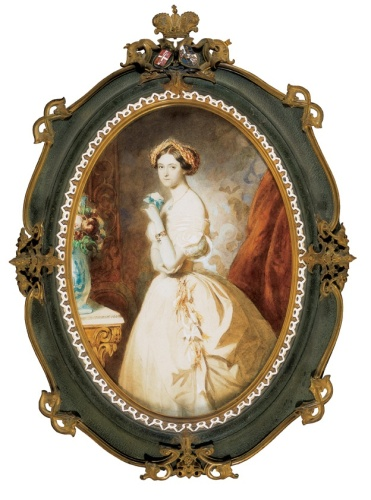
Júlia Hunyady (Bernard, 1855)

Il 26 settembre 1860, dopo la morte di suo padre Miloš I, egli ancora una volta assunse il potere come il sovrano di Serbia, rendendo Júlia, la Principessa consorte. Non fu popolare tra la popolazione serba poiché diffidavano della sua religione cattolica e l'origine ungherese. Il Principe Mihailo non fu un marito fedele, ed ebbe almeno un figlio illegittimo. La sua ultima amante fu Katarina Konstantinović, la giovane e graziosa figlia di sua cugina, la Principessa Anka Obrenović, che risiedevano entrambe alla corte reale su richiesta di Mihailo. Katarina aveva persino preso in considerazione la speranza di diventare col tempo la moglie di Mihailo a causa dell'incapacità di Julia di dare al Principe un figlio, e Mihailo stava prendendo in considerazione il divorzio nonostante l'indignazione nazionale che una tale mossa avrebbe invariabilmente suscitato. Nel 1867, lo stimato Primo Ministro Ilija Garašanin fu licenziato dal suo incarico per aver espresso la sua opposizione alla proposta di Mihailo di divorziare e sposare Katarina. Katarina disprezzava apertamente la Principessa Júlia e le rese la vita infelice ostentando la sua relazione con Mihailo. Júlia si vendicò instaurando una propria relazione con il duca belga Karl von Arenberg.
Il 10 giugno 1868, Mihailo stava facendo una passeggiata attraverso il parco di Košutnjak, vicino alla residenza reale estiva alla periferia di Belgrado. Era in compagnia della Principessa Anka e della sua amante, Katarina. Tutti e tre furono colpiti dagli assassini, lasciando il Principe Mihailo e la Principessa Anka morti, mentre Katarina rimase ferita. Si è creduto all'epoca che l'assassinio fosse opera dei Karađorđević, la dinastia rivale degli Obrenović. Mihailo fu succeduto da Milan IV, suo cugino e figlio del fratello della Principessa Anka, Miloš. Milano avrebbe nel 1882 regnato come Re Milan I di Serbia.
Lo stesso anno che Mihailo fu assassinato, Katarina sposò il Generale Milivoje Blaznavac e in seguito assunse il ruolo di first lady alla corte di suo cugino, Re Milan, quando la moglie di quest'ultimo, Natalija Keşco si separò da lui per vivere all'estero. Julia continuò la sua relazione con il Duca Karl, sposandolo infine il 16 gennaio 1876 a Ivanka pri Dunaji. Divenne Duchessa von Arenberg e Principessa von Recklinghausen in seguito al suo secondo matrimonio.
Morì, senza figli, nel suo luogo di nascita a Vienna il 19 febbraio 1919. Aveva 87 anni.